# Won’t Back Down
"Won’t Back Down" – to utwór amerykańskiego rapera Eminema z gościnnym udziałem amerykańskiej popowej piosenkarki Pink, nagrany jako czwarty utwór na siódmy studyjny album rapera, zatytułowany Recovery. Produkcją utworu zajął się DJ Khalil, który także pomógł Eminemowi, Erikowi Alcock oraz Columbusowi "Rahki" Smithowi napisać do niego tekst. Po wydaniu albumu Recovery, utwór otrzymał ogólnie pozytywne opinie od krytyków muzycznych, którzy chwalili jego agresywny charakter i produkcję. Pomimo że „Won’t Back Down” nie został wydany jako singel, to był notowany na czterech krajowych listach przebojów. Został także wykorzystany w grze komputerowej Call of Duty: Black Ops i jej oficjalnym zwiastunie oraz zwiastunie filmu akcji Mission: Impossible – Ghost Protocol. Utwór zaprezentowany został w programach Saturday Night Live i Late Night with Jimmy Fallon.

## Tło i kompozycja
„Won’t Back Down” został napisany przez Eminema, DJ Khalila, Erika Alcock oraz Columbusa "Rahki" Smitha. Wraz z większością utworów z Recovery, nagrany został w studiach nagraniowych 54 Sound i Effigy Studios w Ferndale w regionie Michigan, gdzie zmiksowany został Mike’a Strange. Pierwotnie utwór miał być solowym utworem Eminema, który sam śpiewał by też refren. Później Liz Rodrigue, która brała udział w sesji nagraniowej utworów „25 to Life” i „Almost Famous”, nagrała refren do „Won’t Back Down”. Eminem wyjaśnił w wywiadzie, że po nagraniu swojego wokalu do utworu, zdecydował jednak, że Pink lepiej pasowałaby do refrenu, tłumacząc że „czuł, że ona może naprawdę rozwalić to nagranie”. Rahki jest współproducentem utworu razem z Khalilem.

## Odbiór
Pomimo tego, że „Won’t Back Down” nie został wydany jako singel, to ze względu na cyfrową sprzedaż albumu Recovery był notowany na czterech oficjalnych listach przebojów. Utwór osiągnął najwyższą pozycję na liście Billboard Hot 100, gdzie zadebiutował 10 lipca 2010 roku na 62. miejscu, a w następnym tygodniu wypadł z notowania. Utwór notowany był też w Australii, Kanadzie i Wielkiej Brytanii, gdzie znalazł się na 87. miejscu na liście ARIA, 65. w Canadian Hot 100 oraz 82. pozycji w notowaniu UK Singles Chart.
Po wydaniu „Won’t Back Down” utwór otrzymał generalnie pozytywne opinie od krytyków muzycznych. David Jeffries z AllMusic ocenił pozytywnie utwór, opisując ją jako zachwycający się potwór heavymetalowy, który można wykorzystać jako wprowadzenie do Lose Yourself w każdym razie wzmacniające jego mixtape.

## Użycie w mediach
Zremiksowana wersja utworu pojawiła się na ESPN w zwiastunie gry komputerowej Call of Duty: Black Ops, który ukazał się 14 czerwca 2010 roku, przed konferencją gry na E3 Activision, gdzie utwór także się pojawił. Użyty został także napisach końcowych gry.

## Notowania
| Kraj              | Lista (2010)      | Najwyższa pozycja |
| ----------------- | ----------------- | ----------------- |
| Australia         | ARIA              | 87                |
| Kanada            | Canadian Hot 100  | 65                |
| Stany Zjednoczone | Billboard Hot 100 | 62                |
| Wielka Brytania   | UK Singles Chart  | 82                |